# Carl Sigman
Carl Sigman (Brooklyn, 24 settembre 1909 – Hempstead, 26 settembre 2000) è stato un poeta e paroliere statunitense.

## Storia

### Primi anni di vita
Nato a Crown Heights (Brooklyn, New York) da una famiglia ebreo-statunitense, Sigman si è laureato in giurisprudenza e ha superato l'esame di avvocato, da praticare nello Stato di New York. Invece di legge, incoraggiato dal suo amico Johnny Mercer, ha intrapreso una carriera di poeta che lo ha visto diventare uno dei parolieri più importanti e di successo nella storia della musica statunitense. È stato premiato dalla Bronze Star per I suoi sforzi in Africa, durante la seconda guerra mondiale.

### Carriera
Sebbene Sigman abbia scritto molte melodie di canzoni, era principalmente un paroliere che ha collaborato con artisti come Bob Hilliard, Bob Russell, Jimmy Van Heusen e Duke Ellington.
Ha anche scritto testi in inglese per molte canzoni originariamente composte in altre lingue come Answer Me, Till, The Day the Rain Came, You're My World e What Now My Love. Durante l'epoca della big band, Sigman ha composto brani utilizzati dai migliori direttori d'orchestra come Glenn Miller e Guy Lombardo. Questi includevano Pennsylvania 6-5000. Le sue canzoni erano successi per cantanti singoli. Tra i più noti si ricorda My Heart Cries for You, registrato da tre artisti diversi: nel 1951: Dinah Shore, Guy Mitchell e Vic Damone. Due anni dopo, la canzone di Sigman Ebb Tide fu un successo per artisti come Frank Chacksfield, i Righteous Brothers, Frank Sinatra, Ella Fitzgerald, i Platters e molti altri ancora.
Nel 1958, Tommy Edwards ha classificato in 1ª posizione It's All in the Game, con testi di Sigman messi in musica dal futuro vicepresidente Charles Dawes. Sigman è ricordato, soprattutto, per aver scritto il testo di Where Do I Begin? sulla musica composta da Francis Lai per la colonna sonora del film Love Story, diventato il film statunitense di maggior incasso del 1970 e la canzone è diventata un successo per Andy Williams.

### Riconoscimento
Nel 1972, Sigman fu inserito nel Songwriters Hall of Fame.

### Morte
Sigman morì il 26 settembre 2000 a Hempstead, Long Island, nello stato di New York.

## Canzoni pubblicate
- A Marshmallow World (collaborazione con Peter deRose)
- Arrivederci Roma
- The All American Soldier
- All Too Soon (collaborazione con Duke Ellington)
- Answer Me
- Ballerina
- Buona Sera
- Careless Hands
- Civilization
- Crazy He Calls Me (collaborazione del 1949 con Bob Russell)
- Dance Ballerina Dance (collaborazione con Bob Russell)
- A Day in the Life of a Fool
- The Day the Rains Come
- Ebb Tide
- Enjoy Yourself
- Fool
- How Will I Remember You (musica di Walter Gross)
- I Could Have Told You (collaborazione con Jimmy Van Heusen)
- If You Could See Me You (collaborazione con Tadd Dameron)
- It's All in the Game
- Losing You (adattamento in inglese)
- Music from Across the Way
- My Heart Cries for You
- Pennsylvania 6-5000 (collaborazione con Glenn Miller)
- The Saddest Thing of All
- Shangri-La
- Till
- What Now My Love
- (Where Do I Begin?) Love Story
- The World We Knew (Over and Over)
- You're My World